# Donjon Zénith
Pour un article plus général, voir Donjon (bande dessinée).
Donjon Zénith, parfois abrégé en DZ, est une sous-série et une époque chronologique de la série de bande dessinée Donjon écrite par Lewis Trondheim et Joann Sfar.
La série Donjon raconte l'évolution d'un monde, Terra Amata, à trois époques différentes et Donjon Zénith, comme son nom l'indique, retrace les événements se déroulant à l'apogée du Donjon. Ainsi, les albums de l'époque Zénith sont numérotés à partir du numéro 1. Cette série fut la première de l'univers Donjon à être dessinée et publiée.

## L'histoire
Le Donjon est un lieu où des aventuriers viennent chercher la richesse et la gloire. À la suite d'une erreur de sa part, Herbert le canard, modeste employé, est obligé de remplir une mission pour le Gardien du Donjon. Aidé de Marvin le saurien, avec qui il deviendra ami, il la mène à terme. Au fil du temps, Herbert va apprendre à se battre et avec Marvin, va être confronté à différents dangers. Durant leurs aventures, Herbert va collecter par hasard les objets du destin dont le rôle et la puissance sont inconnus.
Au tout début de DZ 1, Herbert se procure par hasard l'épée du Destin, un puissant artefact parmi sept autres qui sont en lien avec le destin de Terra Amata. Cette épée est, malheureusement pour lui, adjointe de son fourreau rétif, qui empêche le porteur de l'épée de s'en servir avant d'avoir effectué trois hauts faits de ses mains nues. Or Herbert est particulièrement nul à la bagarre. Heureusement, cette même épée ne peut être touchée que par son propriétaire sans quoi cela déclenche le courroux des anciens porteurs de l'épée, dont un est invoqué et casse la figure à tout être présent sur place, ce qui sauve maintes fois la mise à Herbert. En effet, l'immense majorité des anciens porteurs de l'épée sont d'illustres guerriers morts décapités par des guerriers encore plus forts qu'eux pour pouvoir récupérer l'épée du Destin, objet de tant de convoitises.
Ne pouvant tout de même pas uniquement compter sur l'effet magique de son épée, aux conséquences parfois aléatoires, Herbert doit apprendre à se battre. Grâce au maître de Marvin, il développe quelques talents dans l'art de se battre, en particulier au bâton, ne pouvant se saisir d'une arme autre que l'épée du Destin (qu'il ne peut toujours pas tirer) sous peine d'être foudroyé sur place. Marvin lui apprend, quant à lui, à se battre avec la plume, une arme redoutable capable de déchiqueter n'importe quoi, du moment que cet adversaire est de couleur verte.
Grâce à la technique de la plume, Herbert est capable d'accomplir des hauts fait de ses mains nues, les siennes étant couvertes de plumes puisque c'est un canard. En outre, il parvient à mettre la main, également par hasard, sur le manteau du Destin au détriment de Guillaume de la Cour.
Ce n'est que dans DZ6 que l'on comprend qu'Herbert possédait depuis le début les bottes du Destin, sans que lui-même le sache ni ne comprenne la raison soudaine de sa transformation en monstre gigantesque.
Les péripéties des aventures d'Herbert et Marvin entraînent le Gardien et le Donjon dans des postures délicates au fur et à mesure que s'enchaînent les albums. Dans DZ3, le Donjon est sous la menace d'un siège par une horde Kochaque, puis le Gardien se voit dans l'obligation d'épouser Isis, la fille du Grand Ataman Kochaque. Cependant, pour récupérer un œil de géant, Herbert et Marvin s'attirent les foudres d'un dragon magicien très puissant qui vole l'ensemble du trésor du Donjon. Le Gardien doit contracter un prêt pour l'organisation du mariage, or il ne sait pas qu'il s'est fait rouler par Guillaume de la Cour, ce qui entraîne l'expropriation du Gardien de son Donjon et l'annulation en conséquence du mariage du Gardien avec Isis. Le Gardien et ses monstres, aidés d'Herbert et de Marvin, essaient de récupérer le Donjon, ce qui les amène jusqu'à Vaucanson, le duché dont Herbert est l'héritier légitime mais banni.

## Liste des albums
Dix albums sont parus dans la série Zénith
- Cœur de canard (niveau 1), dessiné par Lewis Trondheim et paru en mars 1998
- Le Roi de la bagarre (niveau 2), dessiné par Lewis Trondheim et paru en octobre 1998
- La Princesse des barbares (niveau 3), dessiné par Lewis Trondheim et paru en février 2000
- Sortilège et Avatar (niveau 4), dessiné par Lewis Trondheim et paru en février 2002
- Un mariage à part (niveau 5), dessiné par Boulet et paru en juin 2006
- Retour en fanfare (niveau 6), dessiné par Boulet et paru en novembre 2007
- Hors des remparts (niveau 7), dessiné par Boulet et paru en janvier 2020
- En sa mémoire (niveau 8), dessiné par Boulet et paru en Novembre 2020
- Larmes et brouillard (niveau 9), dessiné par Boulet et paru en novembre 2022
- Formule incantatoire (niveau 10), dessiné par Boulet et paru en avril 2023

Il est à remarquer que leurs titres riment en [-aʁ].
Trois albums de Donjon Monsters viennent compléter l'histoire.
- Le Géant qui pleure (niveau 3,5), dessiné par Jean-Christophe Menu et paru en octobre 2001
- Le Grimoire de l'inventeur (niveau 7[3]), dessiné par Nicolas Keramidas et paru en janvier 2008
- Du ramdam chez les brasseurs (niveau 40), dessiné par Yoann et paru en juin 2003
- Quelque part ailleurs (niveau -79 à 9) octobre 2022

Enfin, les 6 tomes de la mini série humoristique Donjon Parade, dessinés par Manu Larcenet puis Alexis Nesme,  se déroulent entre l'épisode 1 et l'épisode 2 de Donjon Zénith.

## Personnages

### Herbert de Vaucanson
Herbert est un simple canard employé dans le donjon comme homme à tout faire. Ce n'est absolument pas un combattant mais il apprend ensuite à se battre. On découvre plus tard qu'il est en fait l'héritier du puissant Duché de Vaucanson, dont il a été banni pour des raisons politiques, après avoir été soumis à l'entraînement spartiate imposé aux fils de nobles du Duché. D'abord médiocre guerrier, il a néanmoins gardé de cet entraînement des talents de conspiration qui lui serviront abondamment par la suite. Personnage sympathique, séducteur, maladroit, un peu paresseux et « j'm'en foutiste », il sert de référence comique et de lien avec une certaine normalité pour le lecteur.

### Marvin
Marvin est l'un des meilleurs soldats du donjon. Il sympathise avec Herbert et lui apprend à se battre. Marvin est fier, courageux et possède un sens de l'honneur particulièrement développé. Ce dernier, de même que sa maîtrise des arts martiaux et des techniques de combat, lui viennent de son maitre en art martiaux qu'il a renié au cours du tome Le Roi de la bagarre, tout comme sa religion, le draconisme. Celle-ci fait aussi de lui un végétarien, et lui interdit de se battre contre quelqu'un qui l'a insulté. Bien qu'étant impulsif, il ne déroge jamais à cette règle (jusqu'à Donjon Crépuscule). Il est relativement pacifiste, mais paradoxalement impitoyable en combat. Il est à la fois bourru et sentimental. Il a parfois des principes moraux assez rigides, limité dans sa vision du monde par ses croyances et son éducation. Il est analphabète.

### Le gardien
Hyacinthe de Cavallère est le fondateur et le gardien du Donjon. Personnage cynique et désabusé depuis la mort d'Alexandra, il n'en est pas moins pour autant un bon gardien, attaché à son donjon et à ses créatures. Celles-ci le lui rendent bien en manifestant envers lui une grande loyauté.

### Ababakar Octopuce, «prince sans principauté qui foule de sa sandale les tombeaux des rois»
Aventurier à la recherche des Objets du Destin, amenant l'« épée du Destin accompagnée de son fourreau rétif » au Donjon. Il meurt décapité par Zongo lors d'une seconde d’inattention provoquée par Herbert.

### Alcibiade
Alcibiade est un magicien gnomoniste et un ancien camarade d'université du Gardien et d'Horous. Il est resté très ami avec ce dernier.

### Grogro
Monstre gentil et niais adorant manger les « tilapins ». Il se révèle être le dernier des Péléens et utilise la technique ancestrale Péléenne. Il est le personnage principal de deux albums : Du ramdam chez les brasseurs (DM6) et Technique Grogro (DP5).

### Guillaume de la Cour
Juriste arnaqueur, porteur des Lunettes du Destin et ancien porteur de l'épée du Destin. En utilisant le tranchant de l'épée du Destin qui coupe sans tuer, il est parvenu à retirer sa tête sans pour autant mourir. Il cherche à présent à réunir pour lui les Objets du Destin. Du fait qu'il est un ancien porteur de l'épée du Destin, il peut la prendre sans causer l'invocation d'un ancien porteur. Il réussira à prendre le contrôle du Donjon grâce à des manœuvres légales. 

### Henri la Souris
Le meilleur élève que le maître de Marvin ait jamais eu, d'où la cause de son assassinat par celui-ci.

### Horous
Vautour nécromant. Étudiant en nécromancie et courtisan de la future Elise de Cavallère à l'époque Potron-Minet, il devient un des directeurs adjoints du Donjon avec Alcibiade lors de l'époque Zénith. Il apparaît en fantôme dans Du ramdam chez les brasseurs accompagné de son apprenti.

### Isis de Céphalonie
Princesse barbare, fille de l'Attaman kochaque. Elle apparaît dans La Princesse des barbares (DZ3). Elle se voit fiancée au gardien, mais le mariage n'a pas lieu et c'est avec Herbert qu'elle adopte Elyacin et a par la suite deux autres enfants, Papsukal et Zakûtu.

### Jean-Jean
Le monstre sectionné en deux par l'épée du destin qui a la particularité de couper sans tuer sur un tranchant. Jean-Jean est souvent accompagné de Yvette.

### Maître de Marvin
Puissant guerrier enfermé dans un sac à patates, il enseigne son savoir à des élèves pour ensuite tuer ses rivaux potentiels à la fin de leur formation.

### Tonfa
Guerrier lézard mystérieux et un peu fou, qui devient le maître de Marvin Rouge.

### Wilfried
Le moine Babare dont la colère est terrible lorsqu'il est saoul.

### Conseiller de Vaucanson
Chef militaire de la cité, il ourdit un complot contre le père d'Herbert, le Duc de Vaucanson.

### Zongo
L'invincible guerrier tatoué du Donjon, de son vrai nom Tristan Chambon. Il est le fils désavoué du Professeur Chambon. Incapable de s'exprimer autrement que par son surnom, il est très massif, armé d'une massue impressionnante et vêtu d'un pagne de fourrure du plus pur style Cro-Magnon. Le tatouage qui recouvre tout son corps représente la carte du donjon et lui permet de ne pas se perdre.